# Matang Baloy
Matang Baloy is een bestuurslaag in het regentschap Aceh Utara van de provincie Atjeh, Indonesië. Matang Baloy telt 587 inwoners (volkstelling 2010).